# Lissemys ceylonensis
Espèce
Synonymes
- Emyda ceylonensis Gray, 1856

Statut CITES
Lissemys ceylonensis est une espèce de tortues de la famille des Trionychidae.

## Répartition
Cette espèce est endémique du Sri Lanka.

## Étymologie
Son nom d'espèce, composé de ceylon et du suffixe latin -ensis, « qui vit dans, qui habite », lui a été donné en référence au lieu de sa découverte : le Sri Lanka, Ceylon étant un ancien nom.

## Publication originale
- Gray, 1856 "1855" : On some New Species of Freshwater Tortoises from North America, Ceylon and Australia, in the collection of the British Museum. Proceedings of the Zoological Society of London, vol. 23, p. 197-202 (texte intégral).